# Xã Keytesville, Quận Chariton, Missouri
Xã Keytesville (tiếng Anh: Keytesville Township) là một xã thuộc quận Chariton, tiểu bang Missouri, Hoa Kỳ. Năm 2010, dân số của xã này là 918 người.